# Habich Farben
Koordinaten: 51° 29′ 34″ N, 9° 36′ 23″ O
Habich Farben (G.E. Habich’s Söhne GmbH & Co. KG) ist ein Hersteller von Farben in Veckerhagen, einem Ortsteil der Gemeinde Reinhardshagen im Landkreis Kassel, Hessen. Die Fabrikationsanlagen befinden sich unmittelbar am Ufer der Weser, südlich des ebenfalls zum Betrieb gehörigen ehemaligen Jagdschlosses Veckerhagen (Habich’s Schloss).

## Geschichte

### Gründungsjahre
Im Jahre 1785 übernahm der Kasseler Apotheker Karl Wilhelm Fiedler die bis dahin „Landgräflich-Hessische“ Salpetersiederei am Wesertor in Kassel. Dieses Datum gilt als Geburtsjahr der heutigen Farbenfabrik Habich, die damit wesentlich älter ist als die Chemieriesen Bayer und BASF, die 1863 bzw. 1865 gegründet wurden. 1791 übernahm der Kaufmann Georg Evert Habich, mit drei weiteren Teilhabern, den ziemlich herabgewirtschafteten Betrieb und begann mit der Anmischung von mineralischen Farben. Schon bald lobte die Medizinische Fakultät der Universität Göttingen die Qualität seiner Produkte wie Salmiak, Glaubersalz und Farben. Die Malerfarben – mineralisches Kasseler- und Braunschweigisches Grün, Gelb, Braunrot und etwas später auch Berliner Blau und Wäscheblau – gewannen gegenüber den anderen Chemikalien wie Salmiak, Salpeter und Pottasche rasch an Bedeutung, und Habich wurde für sein besonders leuchtendes Grün, Gelb und Blau bekannt.

### Umzug nach Veckerhagen

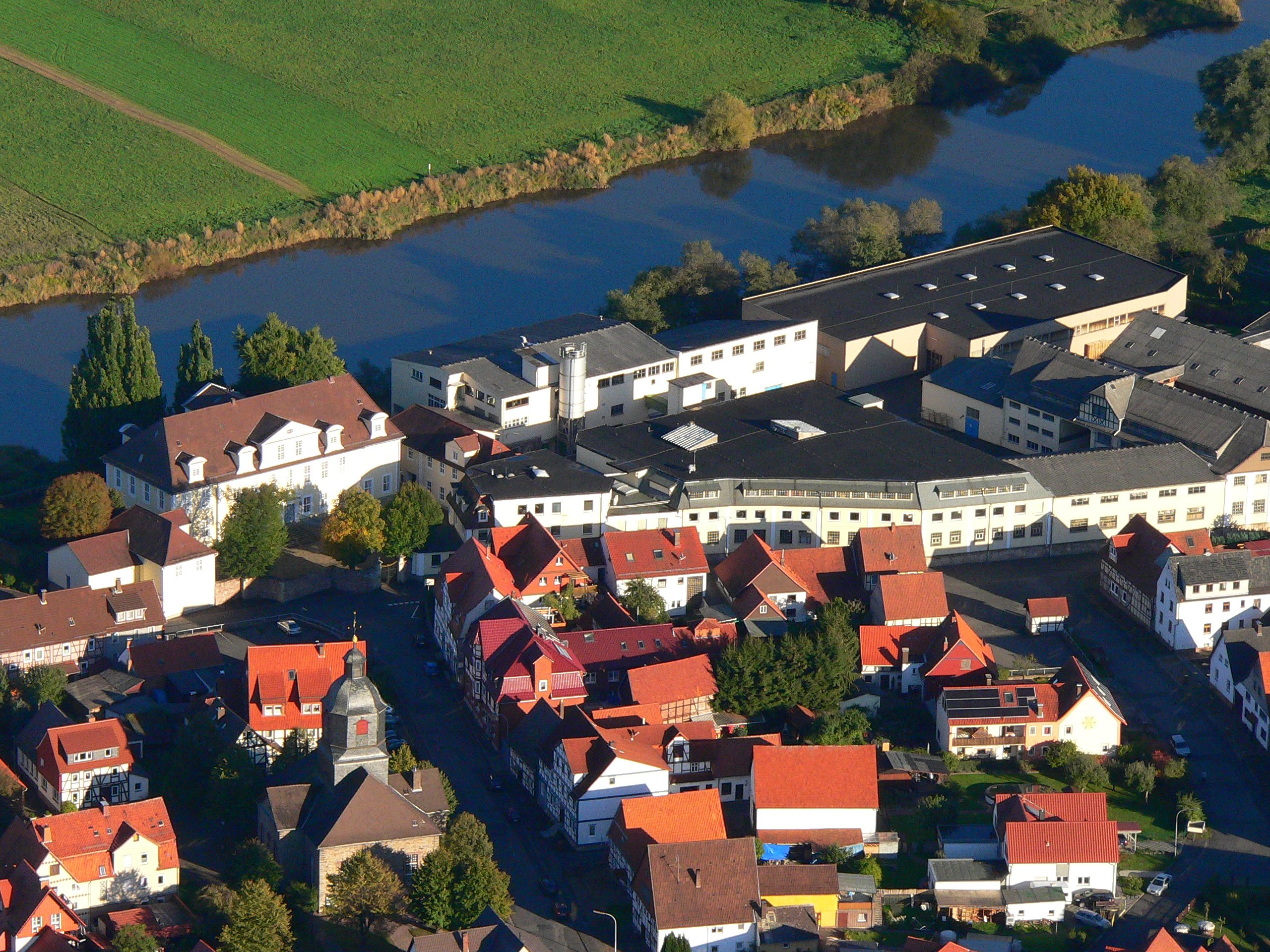
Schloss (l.) und Farbenfabrik (r.) in Veckerhagen (2011)

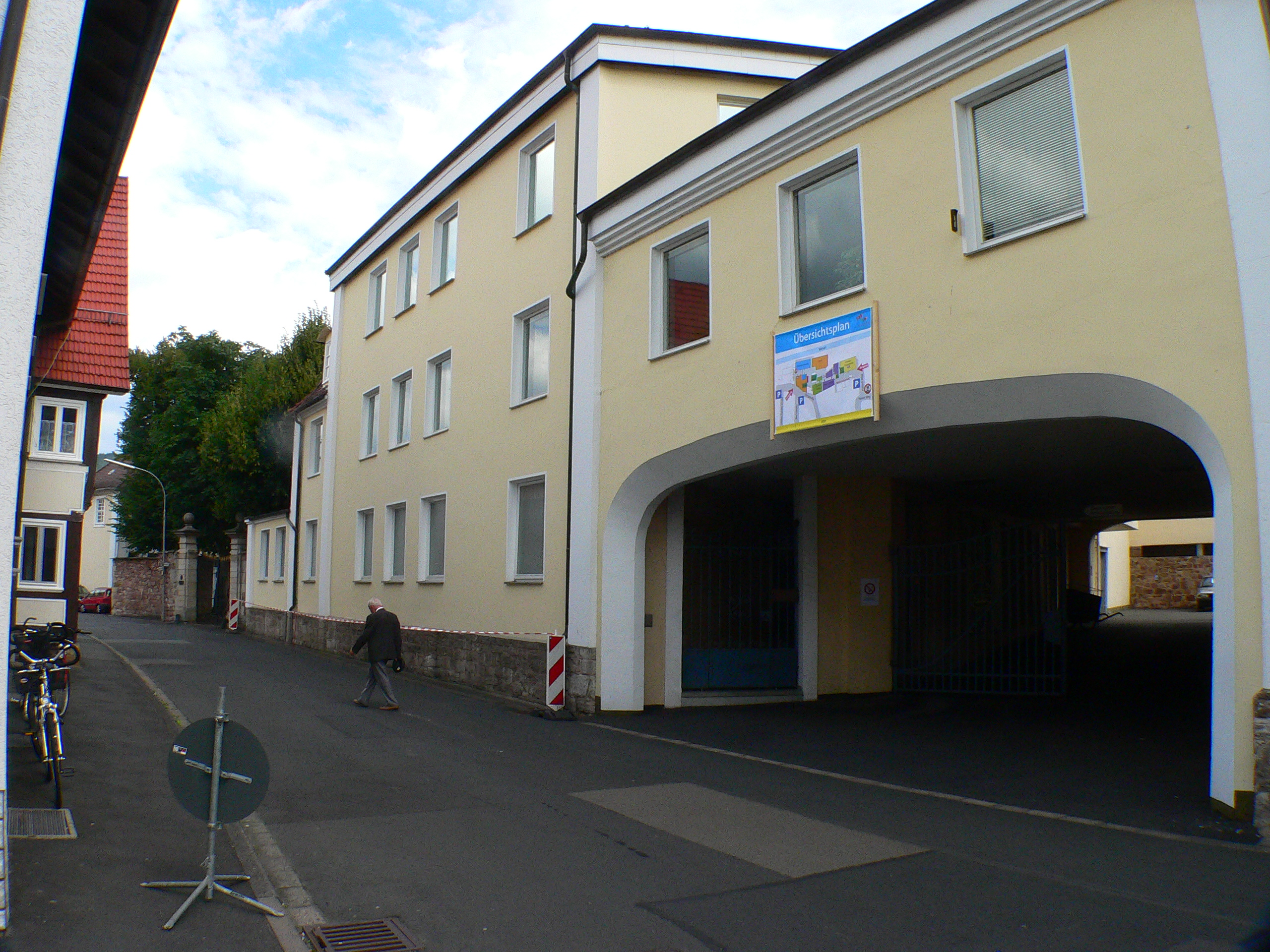
Einfahrt der Farbenfabrik in Veckerhagen

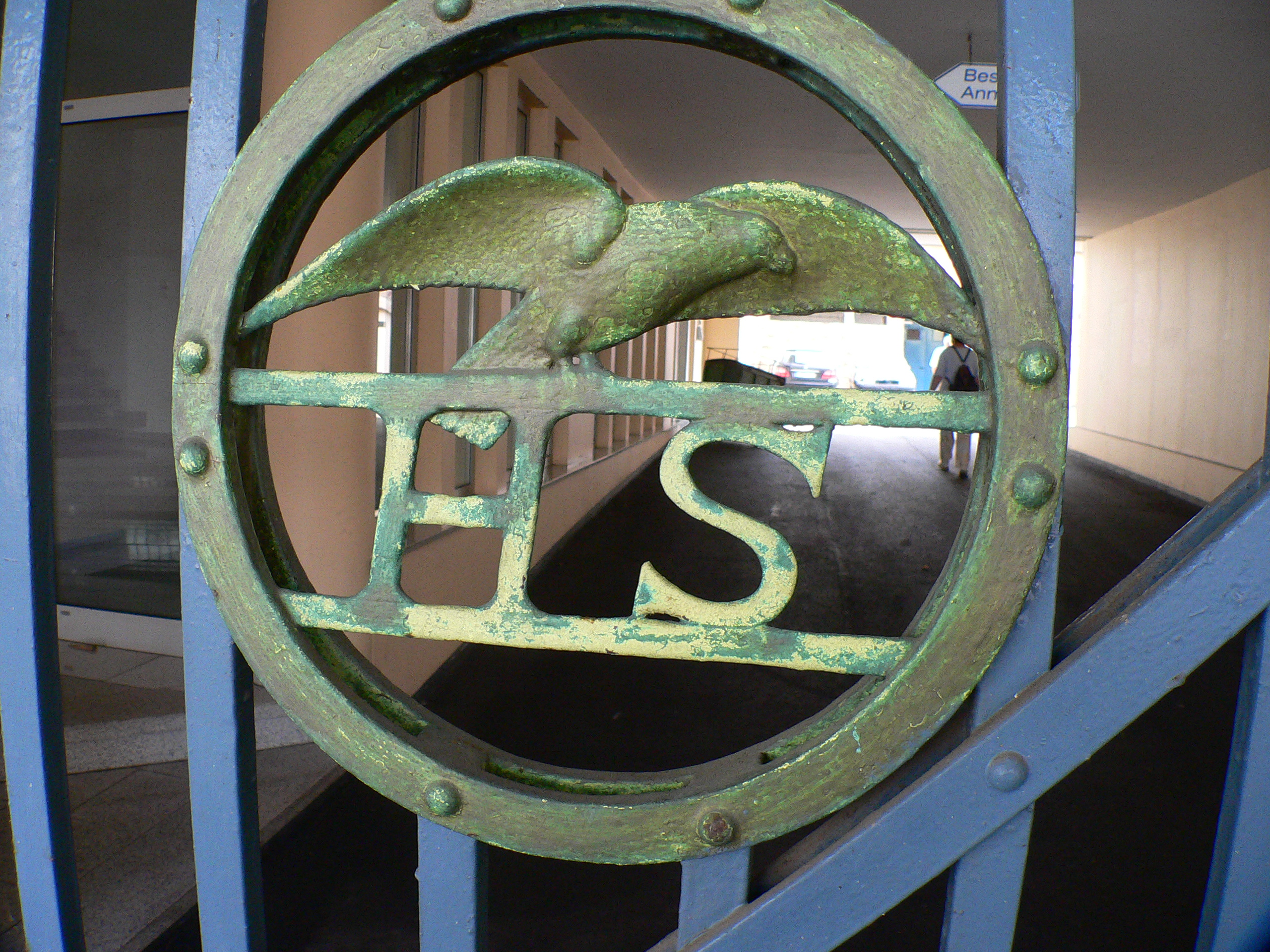
Firmenemblem aus 1914 (Habich’s Söhne)

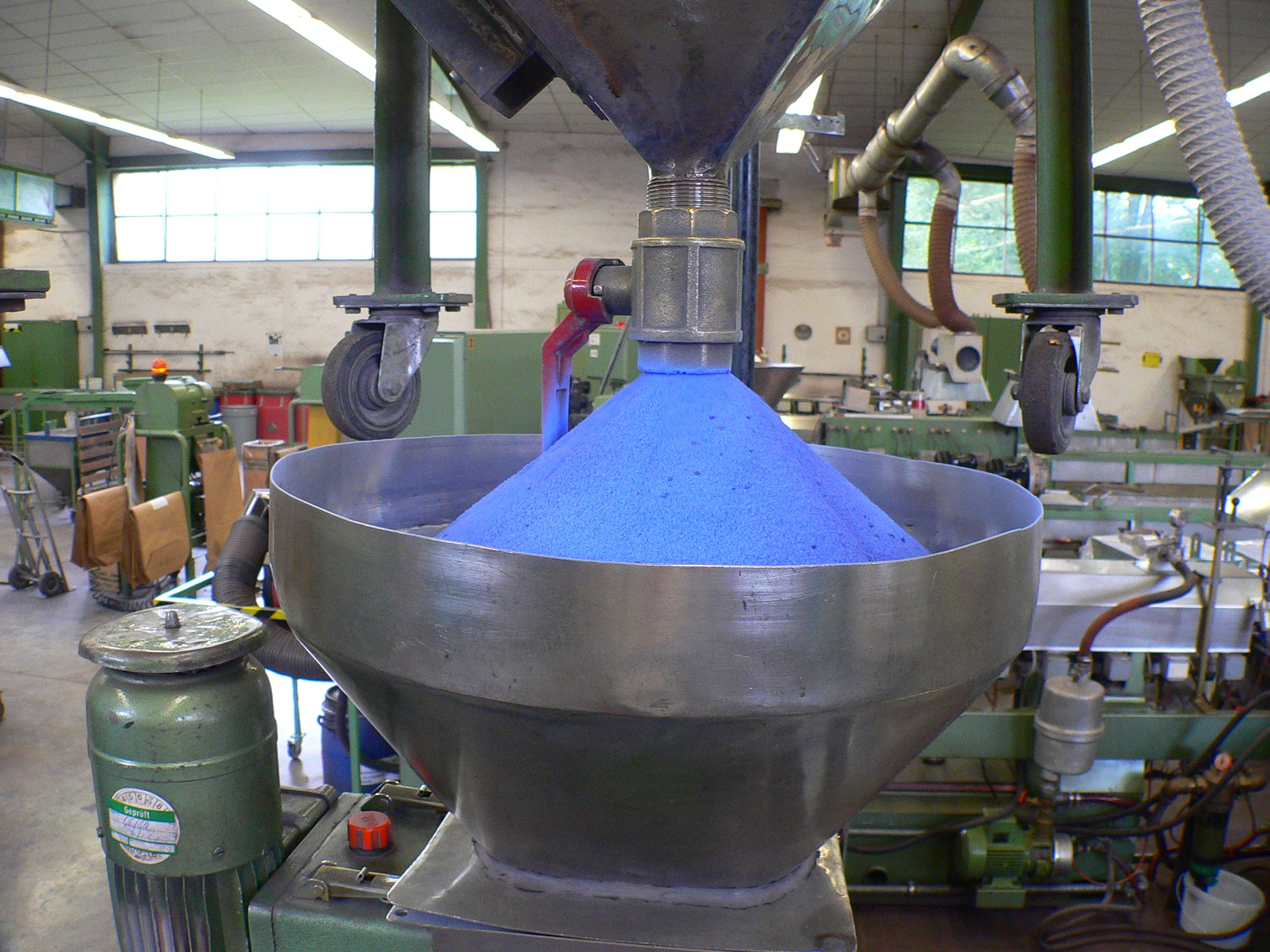
Granulatproduktion für farbige Kunststoffe

1810 kaufte Habich vom damaligen König Jérôme Bonaparte von Westphalen für 2000 Reichstaler das 1689 erbaute Jagdschloss in Veckerhagen und die unmittelbar südlich daneben liegende und ungenutzt verfallende Alte Burg und begann, im Schloss und in und auf den Resten der Alten Burg Produktionsanlagen einzurichten. Wenig später übernahmen seine Söhne August Heinrich, Christian Evert und Johann Martin das Geschäft, zu dem auch noch immer Betriebe in Kassel und Mönchehof gehörten. Nach weiterem Ausbau der Betriebsanlagen in Veckerhagen verlegten sie 1823 ihre Firma G. E. Habich’s Söhne vollständig dorthin und stellten dort Chemikalien und Farben her.

### Braunkohlebergbau
1834 erwarb die Firma die  Braunkohlenzeche am Gahrenberg, 6 km südwestlich von Veckerhagen, erschloss diese ab 1842 mit einem 250-m-Stollen und förderte dort von 1842 bis 1970 im Untertagebau Braunkohle, die den Energiebedarf der Farbenfabrik in Veckerhagen deckte und auch Hausbrand für die Bevölkerung lieferte. Gleichzeitig wurden auch die dabei anfallende und zur Farbherstellung benötigte Schmier- oder Farbkohle abgebaut, die zur Herstellung des ab 1865 auf dem alten Burgboden getrockneten Kasseler Braun und von Nussbeize genutzt wurde. Weltweit wurde die Beize benutzt, um Packpapier seine typische braune Farbe zu geben. Auch Alaunerde wurde auf dem Gahrenberg gewonnen, die von Apothekern sowie zum Färben und Gerben benötigt wurde.

### Wachstumsjahre
Mit dem allmählichen Aufbau des Eisenbahnnetzes in Deutschland ab Mitte des 19. Jahrhunderts drohte dem Betrieb in Veckerhagen das Abgleiten in eine verkehrstechnische Randlage, denn ihre Produkte mussten weiterhin von dreiköpfigen Pferdegespannen nach Kassel transportiert werden. Dieser Nachteil konnte erst 1882 behoben werden, als die Fuldabrücke im 1856 an das Schienennetz angeschlossenen Hann. Münden gebaut wurde und die Waren dort zum Bahnhof gebracht werden konnten. Zu Beginn des 20. Jahrhunderts wurde der Transport dann recht zügig auf Lastkraftwagen umgestellt.
Maschinenpark und Produktpalette erweiterten sich in der Folgezeit beträchtlich. Koller zum Vermengen von Farbgemischen, Mühlen und Dampfmaschinen wurden aufgestellt. Im Keller des ehemaligen Schlosses entstand das Chromgelb, in der oberhalb der Hemelmühle gelegenen Farbenmühle, an deren Stelle nach ihrer Aufgabe der ehemalige Grillplatz „Blaue Maus“ entstand, wurde Knochenschwarz gemahlen, und das Kasseler Braun wurde auf dem Fabrikhof und dem alten Burgboden getrocknet. Im Schloss lagerten Säurefässer und Chemikalien. Der Umsatz schnellte in die Höhe. Neue Produkte, natürliche Erdfarben, Teerfarben, Chrom- und Zinkfarben, Lacke wie Litholrot (ab 1910), Teerfarben, angeriebene Druckfarben (ab 1912) und Tapetenfarben (ab 1921), kamen ins Sortiment.

### 1914–1945
Ein Fabrikbrand im Jahre 1914, der große Teile der Alten Burg zerstörte, der Erste Weltkrieg, die Nachkriegsinflation und die 1929 einsetzende Weltwirtschaftskrise verursachten starke Rückschläge, aber Friedrich Habich baute den Betrieb nach dem Krieg weiter aus, mobilisierte den alten Kundenstamm in Italien und Ägypten und bediente neue Märkte in Südamerika.
Während des Zweiten Weltkriegs wurde zwar weiter produziert, aber die Produktion kam schließlich fast zum Erliegen, denn die Junkers Flugzeug- und Motorenwerke richteten auf einem Teil des Firmengeländes einen Rüstungsbetrieb ein, der die Habichsche Produktion erheblich einschränkte.

### Nachkriegsaufschwung und heutige Situation
Nach dem Krieg kam die Farbenfabrik anfangs vor allem mit der Lieferung großer Mengen Oliv an die Lackfabrik Schramm-Lacke in Offenbach für die Fahrzeuge der amerikanischen Besatzungstruppen wieder auf die Beine. 1955 brachte die Firma Trockenfarben auf den Markt, sowohl als anorganische Erd- und Mineralfarben, die eine große Natürlichkeit besitzen, als auch als chemische Pigmente mit auffallender Leuchtkraft, die im Restaurationsbereich, von Künstlern und beim Einfärben von Zement oder Beton benutzt werden. 1959 begann die Produktion von Dispersionsfarben. Im Jahre 1967 fielen die noch immer beachtlichen Reste der alten Burg einem weiteren Großbrand zum Opfer; die verbliebenen Grundmauern benutzte man zum Aufbau von neuen Werk- und Lagerhallen. 1970 kamen Rasenmarkierungsfarben für Sportfelder in das Produktangebot. 1975 wurden für die Kunststoffindustrie neue Flüssigfarben, Pastenfarben und Farbgranulate mit einem Kunststoffanteil eingeführt. Seit 2000 sind Wandlasuren für Heimwerker im Angebot.
Heute werden von etwa 101 Mitarbeitern Malerfarben, Dispersionsfarben, Rasenmarkierungsfarben und Farbgranulate produziert. Besondere Spezialität sind Farben zum Einfärben von Kunststoffteilen.
Die Braunkohlenzeche am Gahrenberg, in der 30 bis 40 Arbeiter jährlich zwischen 15.000 und 20.000 t abgebaut hatten, wurde nach der letzten Schicht am 30. Oktober 1970 stillgelegt. Anschließend wurden die Förderanlagen fast vollständig abgerissen und der Stolleneingang verschlossen. Im Dezember 1970 wurde der Schornstein gesprengt und auch der letzte offene Stollen verstürzt. Das Kesselhaus, das zuletzt vom Forstbetriebshof Gahrenberg (Hessenforst) genutzt worden war, wurde im Dezember 2007, das ehemalige Steigerhaus 2008 abgerissen.